# Amata melanoproctis
Amata melanoproctis är en fjärilsart som beskrevs av George Francis Hampson 1912. Amata melanoproctis ingår i släktet Amata och familjen björnspinnare. Inga underarter finns listade i Catalogue of Life.